# Beauvilliers (Yonne)
Beauvilliers è un comune francese di 98 abitanti situato nel dipartimento della Yonne nella regione della Borgogna-Franca Contea.

## Società

### Evoluzione demografica
Abitanti censiti